# Круг (фильм, 1975)
«Круг» (перс. دایره مینا‎, Dayereh mina; англ. The Cycle) — иранский фильм, социальная драма 1975 года режиссёра Дариюша Мехрджуи, удостоенная нескольких призов Берлинского кинофестиваля и номинированная ещё на несколько премий, в том числе заявленная от Ирана на «Оскар» за лучший фильм на иностранном языке, однако встретившая проблемы при прокате в собственной стране.

## Сюжет
Юноша Али привозит своего больного отца в Тегеран, однако отец и сын обнаруживают, что больничная койка им не по карману. Водитель стоящей неподалёку машины предлагает беднякам дать им достаточно денег, чтобы поместить старика в больницу, если они помогут ему кое в чём. Назавтра рано утром оба ждут на перекрёстке, после чего усаживаются в грузовик вместе с ещё несколькими людьми и куда-то едут, не имея понятия, куда и зачем. На месте выясняется, что им предлагают сдавать кровь для больницы. Зная о своей болезни, старик отказывается от донорства, однако Али соглашается, чтобы получить хоть немного денег; вместе с ним сдают кровь ещё множество народа, в том числе явное отребье, бездомные и поклонники дурмана. Как выясняется, владеющий этой «лабораторией» доктор Самери давно промышляет поставками в больницы такой полученной за гроши донорской крови, невзирая на её качество, возможную инфицированность и прямую опасность для пациентов.
Отца и сына наконец принимают в регистратуре клиники и предлагают госпитализацию через две недели, но они избегают такого ожидания с помощью медсестры Захры, которой приглянулся Али, представившей старика своим родственником. Сам Али, представленный её же племянником, подрабатывает мелкими работами при больнице (доставить партию кур от поставщика на кухню, отвезти в подвал труп и т. п.) и повторной сдачей крови, но постепенно опускается до продажи ворованных с кухни продуктов, а потом и начинает помогать Самери в агитации и перевозке бедняков для нелегального донорства. Работая при клинике, Али становится свидетелем горячей речи одного из докторов на больничном собрании о смерти уже не первой пациентки от дурной крови, покупаемой больницей у поставщиков-нелегалов, в то время как он уже давно и безуспешно добивается организации легальной лаборатории и банка крови — но лишь помогает Самери саботировать эти старания.
Тем временем здоровье старика всё ухудшается, и он умирает. На похоронах отца, вместо следования мусульманскому ритуалу, Али размышляет, куда дальше пойдёт его жизнь.

## В ролях
- Саид Кангарани[перс.] — Али,
- Эсмаил Мохаммади[перс.] — отец Али,
- Эззатула Энтезами[англ.] — «доктор» Самери,
- Али Нассириан[англ.] — Эсмаил,
- Фурузан — медсестра Захра,
- Бахман Ферси[англ.] — доктор Давудзаде,
- Хусейн Алеми, Джамшид Лайех[перс.], Ирадж Раад[англ.], Рафи Халати[перс.], Эсмаил Шангале[перс.] — врачи в больнице.

## Обстоятельства съёмок и проката фильма, реакция аудитории и профессионалов
Фильм был задуман Дариюшем Мехрджуи ещё в 1973 году, когда друг порекомендовал ему обратиться к теме чёрного рынка иранской медицины. Потрясённый открывшимися фактами, Мехрджуи обратился за помощью к драматургу Голамхосейну Саэди, который уже посвятил этой теме свою пьесу Aashghaal-duni. Эта пьеса и стала основой сценария, с которым авторы обратились в Министерство культуры за разрешением на съёмки, начав работу над фильмом в 1974.
Несмотря на поддержку министерства, показ уже законченной картины в течение нескольких лет был запрещён из-за недовольства иранских медицинских кругов. Фильм был допущен к показу лишь в 1977 году, не без помощи давления со стороны США (от правительства Картера). Мехрджуи провёл этот период, работая над документальными фильмами — лентой «Аламут» об исмаилитах, заказанной в 1974 году Национальным телевидением Ирана, а также несколькими фильмами на тему безопасного донорства по заказу Иранского центра переливания крови, которые впоследствии были неоднократно использованы Всемирной организацией здравоохранения для пропаганды донорства в разных странах. В 1978 году Министерство здравоохранения Ирана также заказало Дариюшу Мехрджуи документальную ленту Peyvast kolieh о пересадке почек.
Тем временем, фильм наконец вышел в широкий прокат, как отечественный, так и международный. Мировая премьера «Круга» прошла в Париже, встретив положительную оценку критиков и сравнения с «Забытыми» Луиса Бунюэля и «Аккатоне» Пьера Паоло Пазолини. Осенью 1977 году фильм был выбран для первой заявки от Ирана на «Оскар» за лучший фильм на иностранном языке (став единственной заявкой шахиншахского Ирана перед свержением правящей династии исламской революцией и единственной от страны вообще вплоть до 1994 года), однако не вошёл в шорт-лист номинации. Позднее кинокартина была включена в программу 28-го Берлинского международного кинофестиваля и удостоена премий FIPRESCI и OCIC 1978 года. Осенью того же года фильм был также показан на международных кинофестивалях в Чикаго и Торонто. Кроме того, в 1982 году этим фильмом был открыт на французском телевидении цикл передач Жана Лекутюра и Жана-Луи Гильбо «Кино без визы», знакомившего зрителей с кинематографом стран, мало представленных в коммерческом прокате.